# Drombus
A Drombus a csontos halak (Osteichthyes) főosztályának a sugarasúszójú halak (Actinopterygii) osztályába, ezen belül a sügéralakúak (Perciformes) rendjébe, a gébfélék (Gobiidae) családjába és a Gobiinae alcsaládjába tartozó nem.

## Rendszerezés
A nembe az alábbi 10 faj tartozik:
- Drombus dentifer (Hora, 1923)
- Drombus globiceps (Hora, 1923)
- Drombus halei Whitley, 1935
- Drombus key (Smith, 1947)
- Drombus kranjiensis (Herre, 1940)
- Drombus lepidothorax Whitley, 1945
- Drombus ocyurus (Jordan & Seale, 1907)
- Drombus palackyi Jordan & Seale, 1905 - típusfaj
- Drombus simulus (Smith, 1960)
- Drombus triangularis (Weber, 1909)